# Phascogale
Phascogale és un gènere de marsupials carnívors australians de la família dels dasiúrids. N'hi ha tres espècies: el ratolí marsupial de cua emplomallada (Phascogale tapoatafa), el ratolí marsupial cuavermell (Phascogale calura) i P. pirata. Com en algunes altres espècies de dasiúrids, els mascles només viuen un any i moren després d'un període d'intens aparellament. El nom Phascogale fou encunyat el 1824 per Coenraad Jacob Temminck en referència al ratolí marsupial cuavermell i vol dir ‘mostela amb marsupi’.